# Thomas Junker

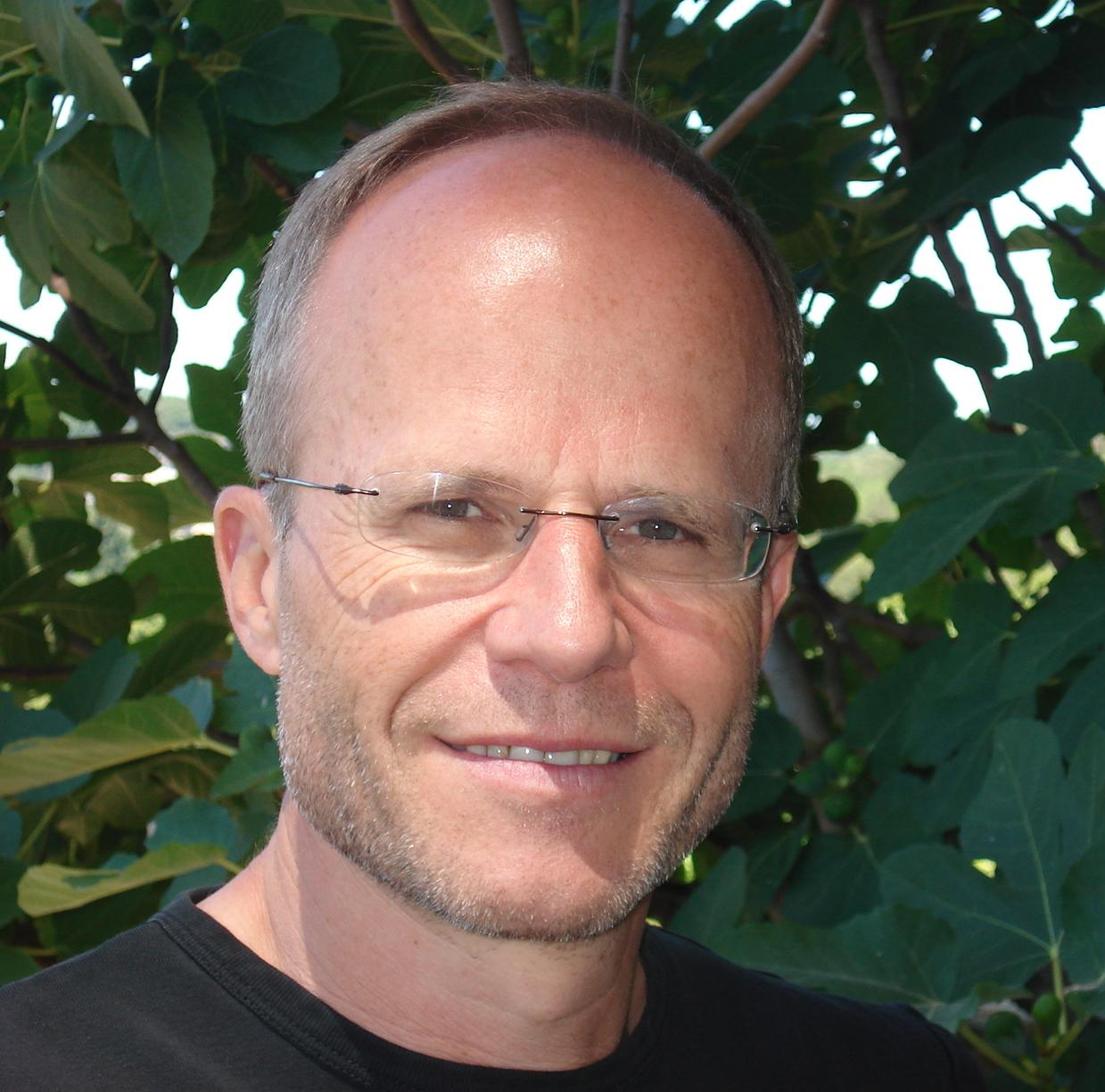
Thomas Junker (2012)

Thomas Junker (* 15. Juli 1957 in München) ist ein deutscher Biologiehistoriker und Sachbuchautor. Als Publizist gelangte er vor allem durch sein Engagement gegen den Kreationismus zu Bekanntheit.

## Leben
Junker studierte von 1978 bis 1982 Pharmazie an der Universität Freiburg und wurde 1983 als Apotheker approbiert. Nach einem Promotionsstudium zur Geschichte der Naturwissenschaften an der Universität Marburg promovierte er 1989 bei Rudolf Schmitz zum Thema Über einige Botaniker des 19. Jahrhunderts in ihrem Verhältnis zum aufkommenden Darwinismus. Zwischen 1992 und 1995 arbeitete er am Projekt Correspondence of Charles Darwin der University of Cambridge, zuletzt als „Associate Editor“. Zugleich war er zwischen 1993 und 1995 als Feodor-Lynen-Stipendiat der Alexander-von-Humboldt-Stiftung bei Ernst Mayr an der Harvard University.
1996 bis 2002 war Junker Wissenschaftlicher Assistent am Lehrstuhl für die „Ethik der Biowissenschaften“ der Universität Tübingen. Zugleich betätigte er sich zwischen 1997 und 2001 als Geschäftsführer der Deutschen Gesellschaft für Geschichte und Theorie der Biologie. Nach seiner Habilitation zur Geschichte der Naturwissenschaften an der Universität Tübingen 2001 war er zunächst als Dozent an der Universität Göttingen am Institut für Wissenschaftsgeschichte tätig, ab 2003 als Privatdozent an der Universität Tübingen, wo er seit 2006 außerplanmäßiger Professor an der Fakultät für Biologie ist.
Von 2002 bis 2012 war Junker Stellvertretender Vorsitzender des „Arbeitskreises Evolutionsbiologie“, seit 2013 ist er Mitglied in dessen neuem Beirat. Von 2007 bis 2014 war er Wissenschaftlicher Beirat der evolutionär-humanistischen Giordano-Bruno-Stiftung.

## Schriften
- Darwinismus und Botanik: Rezeption, Kritik und theoretische Alternativen im Deutschland des 19. Jahrhunderts. Stuttgart: Deutscher Apotheker-Verlag, 1989 (Dissertation, Universität Marburg, 1989); 2., korrigierte und ergänzte Auflage: Der Darwinismus-Streit in der deutschen Botanik: Evolution, Wissenschaftstheorie und Weltanschauung im 19. Jahrhundert. Norderstedt: Books on Demand, 2011, ISBN 978-3-8423-1321-7.
- mit Marsha Richmond: Charles Darwins Briefwechsel mit deutschen Naturforschern: Ein Kalendarium mit Inhaltsangaben, biographischem Register und Bibliographie (= Acta biohistorica. Bd. 1). Marburg: Basilisken-Presse, 1996, ISBN 3-925347-39-9.
- mit Uwe Hoßfeld: Die Entdeckung der Evolution: Eine revolutionäre Theorie und ihre Geschichte. Darmstadt: Wissenschaftliche Buchgesellschaft, 2001, ISBN 3-534-14208-X; 2., durchgesehene und korrigierte Auflage 2009, ISBN 978-3-534-22394-7.
- Die zweite Darwinsche Revolution: Geschichte des synthetischen Darwinismus in Deutschland 1924 bis 1950 (= Acta biohistorica. Bd. 8). Marburg: Basilisken-Presse, 2004, ISBN 3-925347-67-4 (Habilitationsschrift, Universität Tübingen, 2001).
- Geschichte der Biologie: Die Wissenschaft vom Leben (= C. H. Beck Wissen). München: C. H. Beck, 2004, ISBN 3-406-50834-0.
- Die Evolution des Menschen (= C. H. Beck Wissen). München: C. H. Beck, 2006, ISBN 3-406-53609-3; 2., durchgesehene Auflage 2008, ISBN 978-3-406-53609-0.
- Schöpfung gegen Evolution - und kein Ende? Kardinal Schönborns Intelligent-Design-Kampagne und die Katholische Kirche. In: Ulrich Kutschera (Hrsg.): Kreationismus in Deutschland. Fakten und Analysen. LIT, Berlin / Münster 2007, ISBN 978-3-8258-9684-3, S. 71–97 (eingeschränkte Vorschau in der Google-Buchsuche – Vollständig, PDF 351 kB).
- Kreationisten erklären die Evolution: Das „kritische Lehrbuch“ von R. Junker und S. Scherer. In: Martin Neukamm (Hrsg.): Evolution im Fadenkreuz des Kreationismus. Darwins religiöse Gegner und ihre Argumentation (= Religion, Theologie und Naturwissenschaft. Bd. 19). Göttingen: Vandenhoeck & Ruprecht, 2009, ISBN 978-3-525-56941-2, S. 321–338.
- mit Sabine Paul: Der Darwin-Code. München: C. H. Beck, 2009, ISBN 978-3-40658489-3.
- Die 101 wichtigsten Fragen – Evolution. München: C. H. Beck, 2011, ISBN 978-3-406-62202-1.
- Die Evolution der Phantasie: Wie der Mensch zum Künstler wurde. Stuttgart: S. Hirzel, 2013, ISBN 978-3-7776-2180-7.
- Die verborgene Natur der Liebe: Sex und Leidenschaft und wie wir die Richtigen finden. München: C. H. Beck, 2016, ISBN 978-3-406-69789-0.